# Andy Mackay
Pour les articles homonymes, voir MacKay.
 (décembre 2019).
Si vous disposez d'ouvrages ou d'articles de référence ou si vous connaissez des sites web de qualité traitant du thème abordé ici, merci de compléter l'article en donnant les références utiles à sa vérifiabilité et en les liant à la section « Notes et références ».
Andrew Edwin Mackay (né le 23 juillet 1946) est un multi-instrumentiste britannique, plus connu en tant que membre fondateur (hautbois et saxophone) du groupe art rock Roxy Music.
En outre, il a enseigné la musique et composé des partitions pour la télévision, tandis que son CV en tant que musicien de session comprend certains des noms les plus remarquables et les plus reconnaissables du secteur de la musique.

## Biographie
Mackay est né à Lostwithiel, dans les Cornouailles, en Angleterre, et a grandi dans le centre de Londres. Il a fréquenté la Westminster City School où il était choriste à St Margaret, Westminster. Étudiant la musique classique et la littérature anglaise à l’Université de Reading. À cette occasion, il a joué avec un groupe appelé The Nova Express et, avec le futur publiciste de Roxy Music, Simon Puxley, faisait partie d'un groupe d'art performance appelé Sunshine. Il a également noué une amitié avec Brian Eno, étudiant en art à Winchester.
En janvier 1971, Mackay est devenu membre du groupe art rock Roxy Music (formé en novembre 1970) après avoir répondu à une publicité dans Melody Maker placée par le chanteur Bryan Ferry. il a bientôt fait entrer Eno dans le groupe aux synthétiseurs et bandes magnétiques. Avant de signer avec EG Management, Andy a enseigné la musique à temps plein à la Holland Park School et à temps partiel au Bishop Thomas Grant Catholic Comprehensive pour subvenir à ses besoins. À l'origine, le guitariste David O'List (ex-The Nice) faisait partie du groupe, mais il a été remplacé par Phil Manzanera en février 1972, alors que le premier album du groupe était sur le point d'être enregistré. Le batteur Paul Thompson a complété la formation du groupe.
Mackay a joué du hautbois et du saxophone dans Roxy Music, devenant connu pour sa promenade de canard inspirée de Chuck Berry lors de solos de saxophone, notamment sur la chanson Editions of You. Avec sa marque prononcée, ses favoris Star Trek et ses costumes de scène inspirés de Motown, Mackay a apporté une contribution vitale au "look" unique de Roxy Music, dont beaucoup fonctionnaient comme un retour rétro-futuriste aux artistes rock and roll des années 50.
Ses contributions pour Roxy Music incluent les succès du Top 5, Love is the Drug (1975) et Angel Eyes (1979), ainsi que A Song for Europe, Three and Nine, Bitter-Sweet, "Sentimental Fool, While My Heart is Still Beating et Tara, ainsi que les premiers côtés expérimentaux des faces B, The Numberer et The Pride and the Pain.
Il a sorti deux albums solo instrumentaux dans les années 1970: In Search of Eddie Riff (1974), une exploration de ses racines musicales et Resolving Contradictions (1978), basés sur ses impressions d'un voyage en Chine. Les deux albums contiennent des apparitions de Paul Thompson et Phil Manzanera de Roxy Music. Il a également composé et produit la musique des séries télévisées à succès Rock Follies et Rock Follies of '77, avec les paroles du dramaturge et scénariste Howard Schuman. Les deux séries ont produit des albums de bandes sonores spécialement enregistrés, dont le premier a atteint la première place du palmarès des albums au Royaume-Uni en mars / avril 1976. La deuxième contient un single intitulé OK? qui a atteint le numéro dix au Royaume-Uni dans les Singles Chart en mai / juin 1977. Schuman et Mackay se sont réunis en 1983 pour le feuilleton télévisé unique Video Stars de la BBC, qui a à nouveau fourni de la musique. Il est apparu à l’écran dans des caméos dans les deux projets Schuman.
Mackay a également travaillé avec Duran Duran, Mott the Hoople, John Cale, Pavlov's Dog, John Mellencamp, Mickey Jupp, Yukihiro Takahashi, Paul McCartney, Godley & Creme, Eddie & The Hot Rods, Tomoyasu Hotei, Arcadia et 801. Il a également joué saxophone sur plusieurs chansons de albums de Brian Eno, Here Come the Warm Jets et Taking Tiger Mountain (By Stratégy). 
En 1981, son livre "Electronic Music:The Instruments, the Music & the Musicians" a été publié par Phaidon.
Après la dissolution de Roxy Music en 1983, Mackay se joignit au guitariste de Phil Manzanera pour former The Explorers, mettant en vedette James Wraith au chant. Le groupe a sorti un album éponyme en 1985 et trois ans plus tard, il a refait surface sous le vocable Manzanera & Mackay. Sous ce nom, ils ont sorti deux autres albums combinant du nouveau matériel avec des chansons réédités de l'album Explorers.
De 1988 à 1991, Mackay a en grande partie abandonné la musique pour suivre un programme de baccalauréat en divinité d'une durée de trois ans au King's College de Londres. Pendant ce temps, il joue et produit un album de Noël avec The Players, un groupe de musiciens folk britanniques.
Il a écrit plusieurs thèmes pour la télévision et la radio britanniques, tels que celui de la mémorable musique des séries Armchair Thriller et Hazell de la fin des années 1970.
Aux côtés de Ferry, Manzanera et Thompson, il a participé aux concerts de la réunion de Roxy Music en 2001, suivis de concerts en 2003, 2005/6 et 2011.
En 2014, il est devenu membre fondateur du nouveau groupe de Clive Langer, The Clang Group, jouant deux concerts à Londres en octobre 2014 et enregistrant un EP pour Domino. 
En 2018, il termine le montage de 3Psalms, un projet expérimental lancé au milieu des années 90 dans le but de constituer une synthèse des influences variées de Mackay, allant de sa formation classique au rock and roll, en passant par l'électron d'avant-garde et même durant les  années où il était choriste. De retour en 2012, Mackay retourne en studio, jouant des cordes, des synthétiseurs, de la guitare et d'autres éléments rock. Son compatriote, Phil Manzanera, a été invité à la lecture de l'album et du concert de Londres, qui comprenait également des reprises retravaillées de plusieurs chansons de Roxy Music sous la bannière 'Roxymphony'. 

## Pause de la musique
Au début de 1992, à la suite du décès soudain de sa femme, Andy a suspendu la plupart des activités musicales pour être proche de ses enfants, mais est graduellement revenu à la musique vers la fin de l'année 1993.

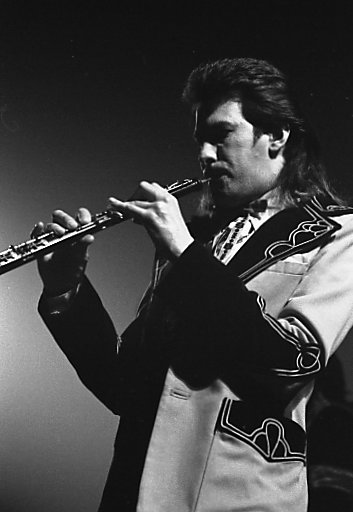
Andy Mackay sur scène avec Roxy Music en 1974.

## Discographie

### Solo
- 1974 : In Search of Eddie Riff
- 1976 : Resolving Contradictions
- 2004 : SAMAS Music for the Senses
- 2009 : London! New York! Paris! Rome!
- 2018 : 3Psalms

### Rock Follies
- 1976 : Rock Follies
- 1977 : Rock Follies of '77

### Explorers/Manzanera & Mackay
- 1985 : The Explorers
- 1988 : Crack The Whip
- 1988 : Up in Smoke
- 1989 : Manzanera - Mackay - Réédition de l'album précédent.
- 1997 : The Explorers Live at the Palace
- 2007 : The Complete Explorers

### Players
- 1989 : Christmas

### Andy Mackay + The Metaphors
- 2009 : London! Paris! New York! Rome!